# Resinomycena acadiensis
Resinomycena acadiensis es una especie de hongos basidomisetos del género Resinomycena, familia Mycenaceae. Es un hongo típico de Canadá.